# Aplidium polyglossum
Aplidium polyglossum is een zakpijpensoort uit de familie van de Polyclinidae. De wetenschappelijke naam van de soort is voor het eerst geldig gepubliceerd in 1930 door Redikorzev.